# Жемчужина (приток Волны)
Жемчу́жина — река в России, протекает по территории Омсукчанского района Магаданской области. Длина реки — 31 км.

## Физико-географическая характеристика
Река берёт начало на высоте выше 823,0 м над уровнем моря.
Устье реки находится в 41 км по правому берегу реки Волны, притока реки Сугой, впадающей в Колыму.
Населённые пункты на реке отсутствуют.
Код объекта в государственном водном реестре — 19010100312119000024195.